# Stipa gigantea
Celtica gigantea — вид рослин родини Тонконогові.

## Назва
В англійській мові має назву «золотий овес» (англ. golden oats).

## Галерея

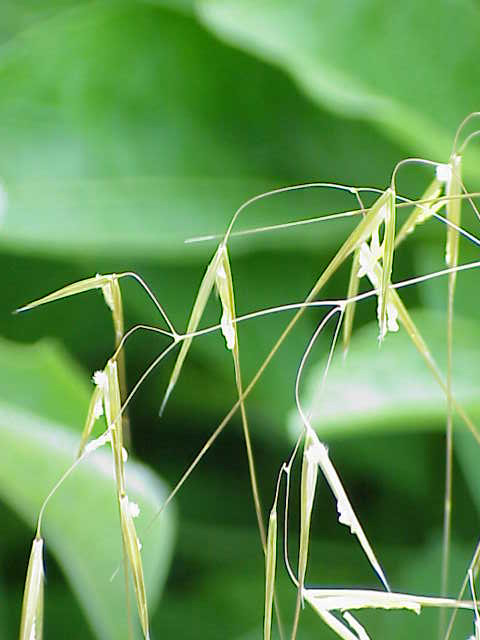
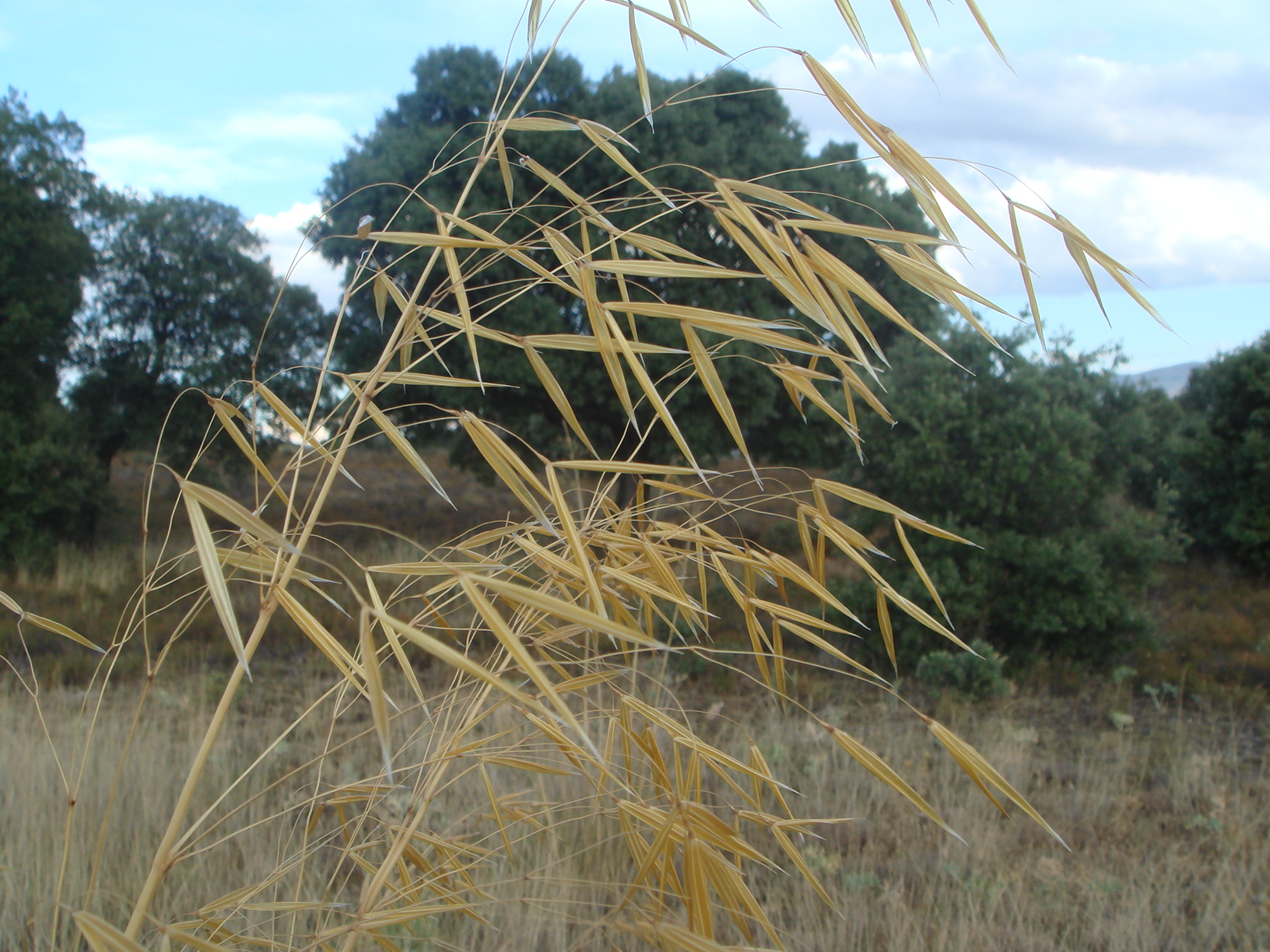
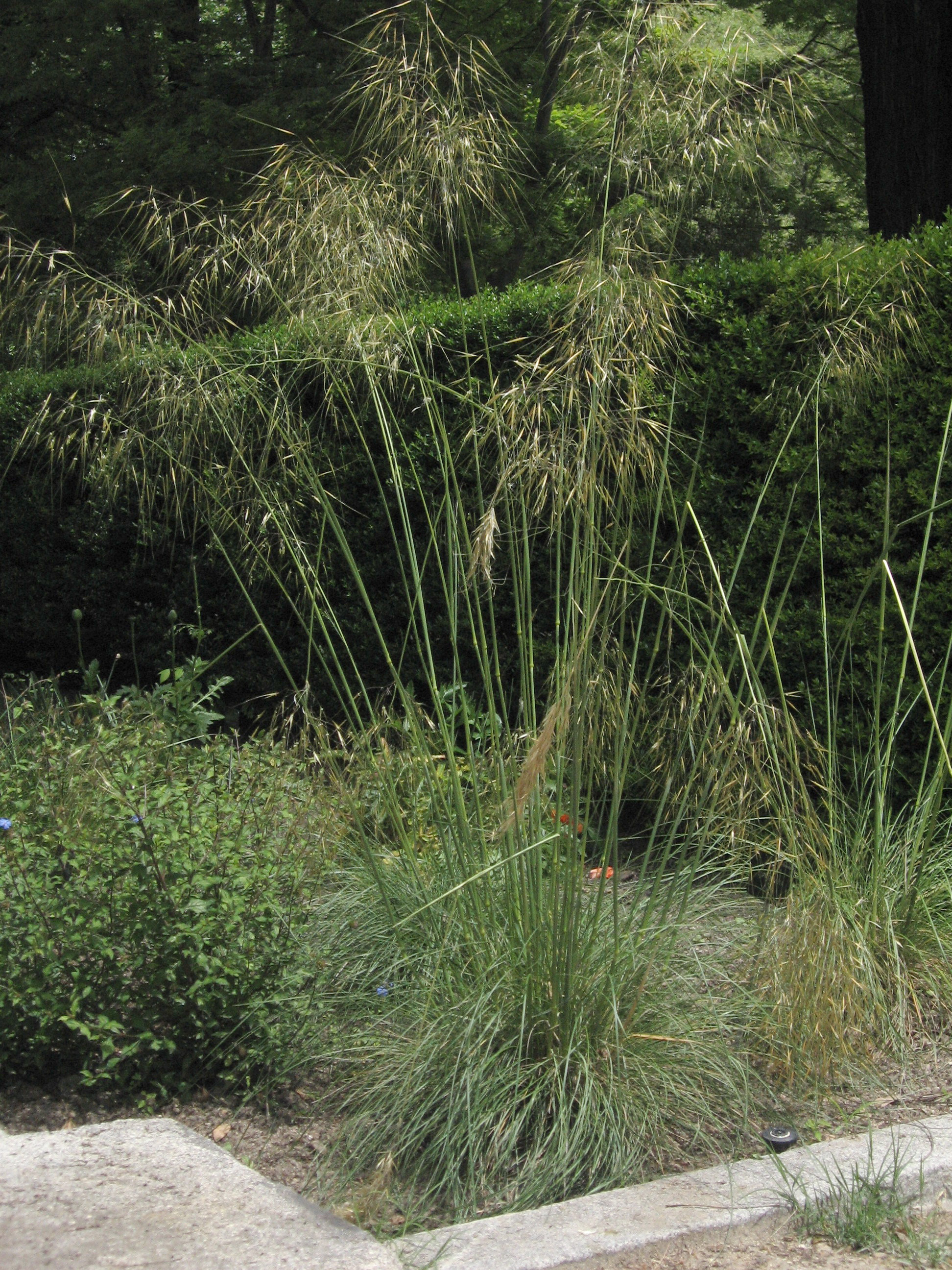

## Будова
Рослина вистою до 1,8 м. Квітне на початку літа. Волоті схожі на овес.

## Поширення та середовище існування
Зростає у Португалії та Іспанії.

## Практичне використання
Вирощується як декоративна рослина.